# Ranunculus getaensis
Ranunculus getaensis är en ranunkelväxtart som beskrevs av S. Ericsson. Ranunculus getaensis ingår i släktet ranunkler, och familjen ranunkelväxter. Inga underarter finns listade i Catalogue of Life.